# 続行便

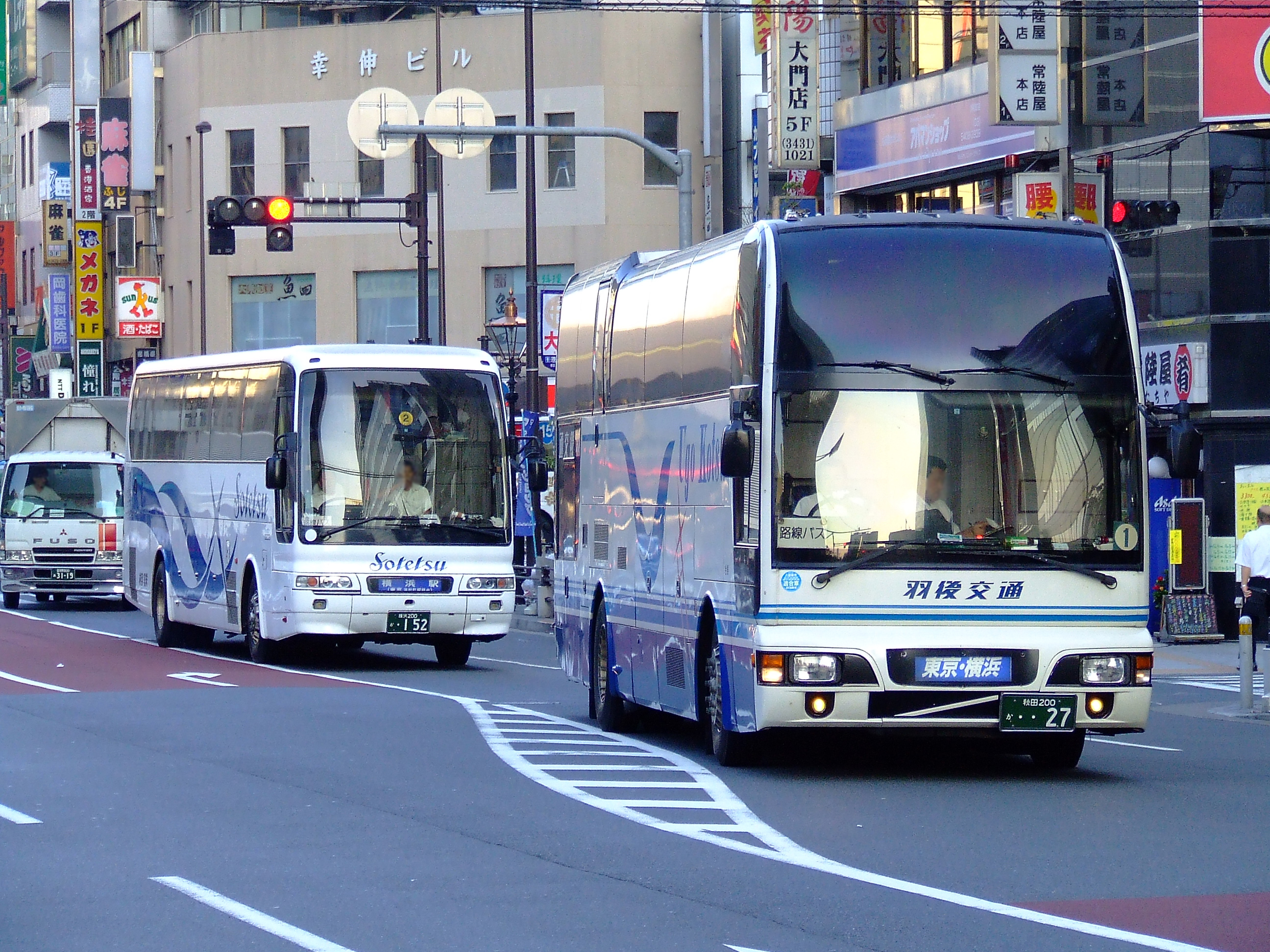
レイク&ポート号　羽後交通運行の所定便と相模鉄道の続行便

続行便（ぞっこうびん）とは、バス事業者において需要集中に対応するために増発する臨時増便のこと。定期便と同一便扱いで臨時に車両を2台以上に増やして輸送する対応である。事業者により「増車」「増発」「増運」とも呼ぶ。

## 高速バス
高速バスでは、予約状況に応じて随時続行便を設定する。多くは高速バス専属の車両ではなく、観光バスや他の路線で使用する車両を運用するため、車内装備が大きく異なる場合がある。繁忙期に続行便を運行することが多い事業者では、所定便の車内設備に準じた貸切車を導入したり、通常の貸切車であっても行先表示器を装備して導入するケースもある。
3列独立シートや2階建車両の車両を用いることの多い長距離バスでは、車両や座席条件の変更により運賃を一部割り引く例もある。また路線によっては女性専用車を設定したり、車両運用上の都合から始発地・到着地別に乗客を振り分ける場合もある。

## 路線バス
一般路線バスでは、乗車人員が多すぎて定期便のみでの輸送が困難な場合に充当される。続行便は既存の定期便に対する補完のため届出の必要がないが、平時から慢性的に続行便が続き「乗り残し」が発生する場合は、運行回数変更（増回）等の届出が推奨されている。

## 定期観光バス
定期観光バスでは、予約状況に応じてハイシーズンに続行便を設定するケースがある。2階建車両や特別車両を使用するコースでは、通常の観光バスを続行便に投入することもあり、この場合は運賃を割り引くこともある。